# Părău, Brașov
Părău, mai demult Părâu (în germană Mikesdorf, Berau, în maghiară Páró) este satul de reședință al comunei cu același nume din județul Brașov, Transilvania, România.
În cadrul planului de dezvoltare durabilă a județului Brașov, localitatea Părău face parte din Microregiunea Dumbrava Narciselor, alături de comunele Comăna, Șercaia, Șinca Nouă, Șinca și Mândra, scopul fiind promovarea regiunii și dezvoltarea de proiecte comune.

## Geografie
Teritoriul satului Părău este situat în partea nord-estică a Depresiunii Făgărașului, sau Țara Oltului, și pe versantul vestic al părții centrale a Munților Perșani, desfășurându-se de la valea Oltului (420 m altit.) la creasta principală a Perșanilor (Vf. Coasta Țiganului- 1033 m).

## Istorie
Din registrul recensământului (conscripțiunii) organizat(e) la cererea episcopului unit, de la Blaj, Inocențiu Micu-Klein, la 1733, afăm că în localitatea românească (Locus valachicus) Părău (ortografiat Parro) erau recenzate 76 de familii, cu alte cuvinte, vreo 380 de locuitori. Din același registru, mai aflăm și numele preoților care slujeau la biserica din Părău: Matej, Sztáncs și Iuon. Desigur este vorba de numele românești Matei, Stanciu și Ion, scrise, ca și denumirea localității, cu ortografie maghiară. Toți cei trei preoți erau greco-catolici. În localitate era o casă parohială (Domus parochialis). De pe fânețele parohiei se strângeau 12 care de fân (Foeneta Currum: 12). Numele și denumirea satului erau scrise cu ortografie maghiară, întrucât rezultatele recensământului erau destinate unei comisii formate din neromâni și în majoritate maghiari. Localitatea Părău, la data conscripțiunii mai sus amintite (1733), făcea parte din protopopiatul de Veneția (Archidiaconatus Venecziensis). 

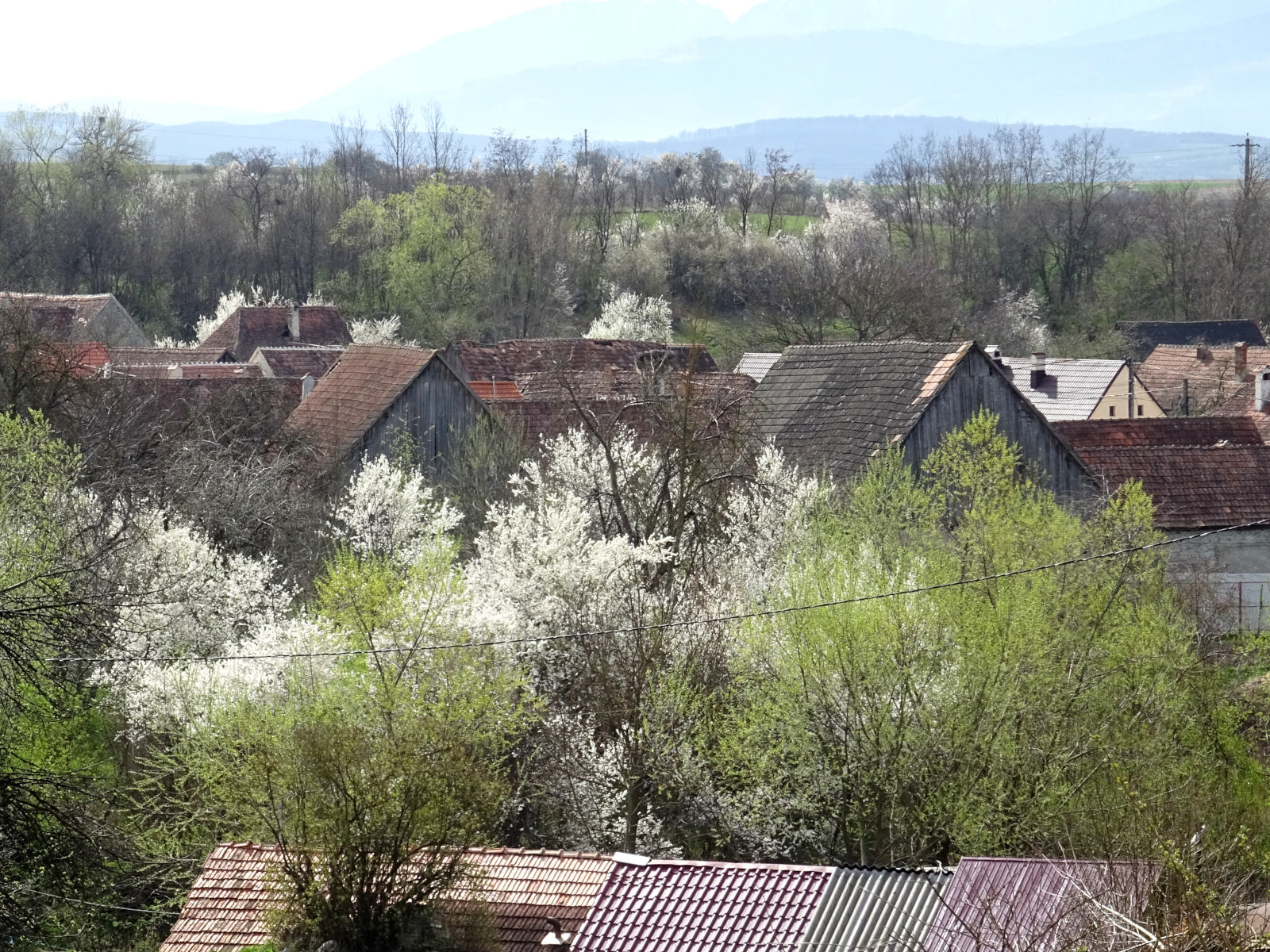
Sat
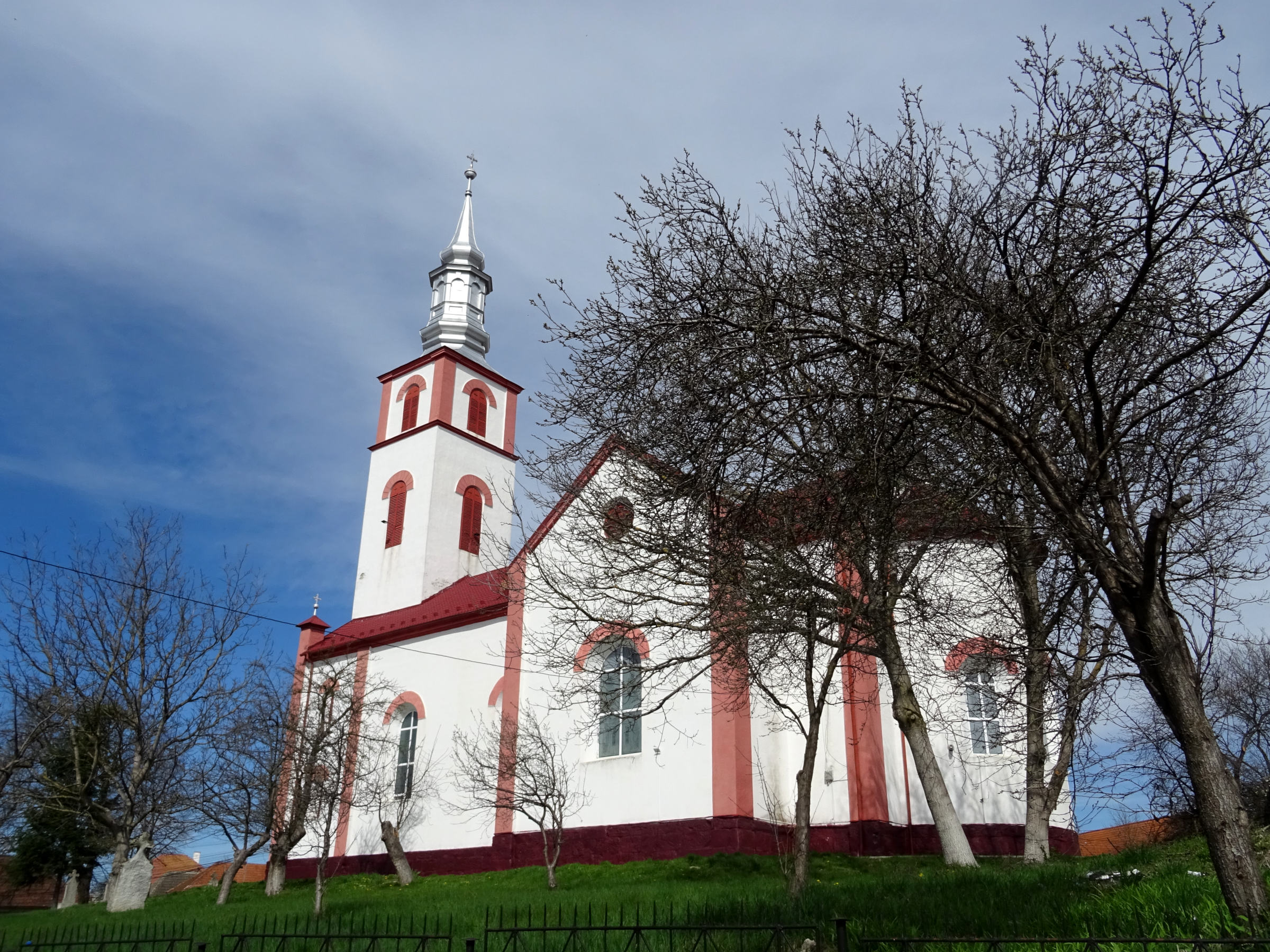
Biserica ortodoxă (1882)
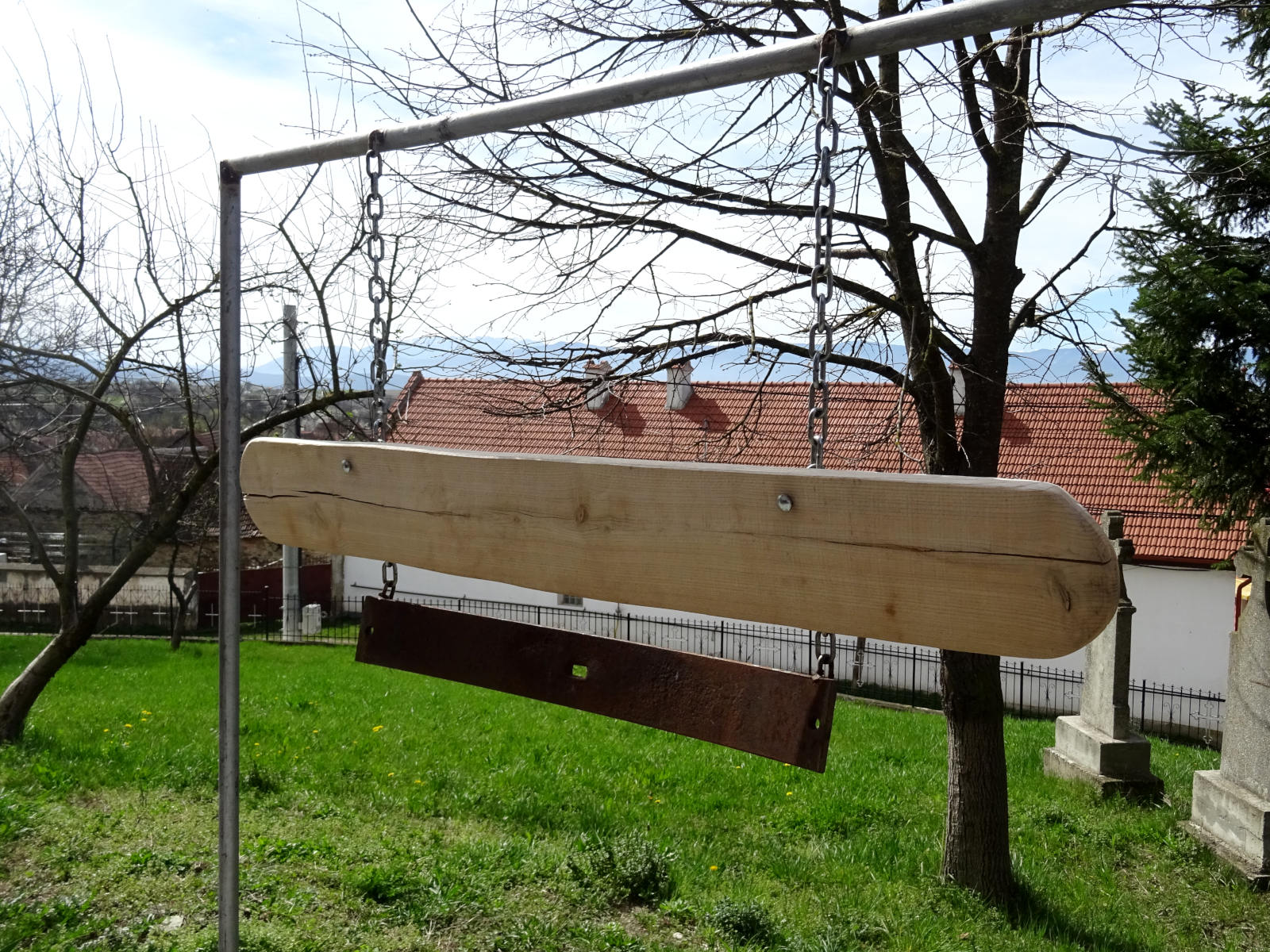
Toacă